# Zosterops modestus
O Zosterops modestus é um pássaro endêmico das Ilhas Seychelles. Pensava estar restrito a 3 pequenas áreas de Mahé e aparentemente estava rumo à extinção. Mas outras populações foram descobertas e os números de indivíduos foram melhorando com o tempo. Sua população estima-se atualmente em 400 animais.